# Virág Károly
Virág Károly (Bályok, 1922. december 13. – 2011. március 21. előtt) erdélyi magyar református lelkész, egyházi író, Virág Magdolna (1955) apja.

## Életútja, munkássága
Középiskolai tanulmányait a zilahi Református Wesselényi Kollégiumban végezte (1943), majd a kolozsvári Református Teológián lelkészi képesítést szerzett (1948). Közben 1947–48-ban az Erdélyi és Királyhágómelléki Református Egyházkerületek ifjúsági utazótitkára volt. 1948–49-ben Szilágysámsonban helyettes, 1949–55 között Érköbölkúton, 1955–63 között Szilágygörcsönben, végül 1990-ig Szilágyfőkeresztúron parókus lelkész. 1972-ben a zilahi egyházmegye megválasztotta esperesének, de felettes egyházi hatóságának nyomására le kellett mondania.
Cikkeket, főleg prédikációvázlatokat közölt az Ifjú Erdélyben (1942–43), a Református Szemlében (1975–87), néhány közéleti tárgyú írást a Szilágysági Szóban (1990–91). Társszerkesztője volt (Gálffy Zoltánnal) az 1946. évi Református Diáknaptárnak.
1998. november 13-án jelen volt Zilahon Tőkés László püspöki beiktatásán, ahol  vonakodva, de felolvasta a választásról szóló jelentést. 1999-ben kivette részét Tövisháton az 1989-es romániai forradalom tízéves évfordulójának megünneplésében, ő is, az egykori szilágyfőkeresztúri lelkész visszaemlékezett a sorsfordító napokra.